# Милан Танчев (Кукуш)
Вижте пояснителната страница за други личности с името Милан Танчев.
Милан Динев Танчев е български революционер, деец на Вътрешна македоно-одринска революционна организация.

## Биография
Милан Танчев е роден в 1875 година в град Кукуш, тогава в Османската империя, днес в Килкис, Гърция. Завършва III клас и става кръчмар. В 1898 година влиза във ВМОРО и действа като легален деец. В 1902 година участва в побоя и прогонването на сръбския учител Йован, заради което е осъден на един месец затвор. В 1903 година става нелегален в четата на Кръстьо Асенов и участва в сражението при Постолар. След смъртта на Асенов, постъпва в четата на Гоце Крецовски, с която се сражава с османците в Адата при Арджанското езеро, на Гъндач и Аматовското езеро. След това преминава в четата на Аргир Манасиев, с която се сражава при Беш бунар, Гевгелийско.
В 1904 година, след амнистията, се легализира, но продължава да се занимава с революционна дейност. В 1906 година заедно с Колю Петров-Даскала, Мицо Манолов и Йордан Икономов по нареждане на управителното тяло пребиват няколко предатели и за това са осъдени на 5 години затвор и лежат в Еди куле в Солун до амнистията след Младотурската революция в 1908 година.
При избухването на Балканската война в 1912 година е доброволец в Македоно-одринското опълчение и служи в Кукушката чета и в Нестроевата рота на XIII кукушка дружина. Взима участие във всички сражения на дружината. По време на Междусъюзническата война през юни 1913 година семейството му успява да избяга от разгрома на Кукуш в Дупница.
Участва и в Първата световна война в Българската армия.
След войните се установява в столицата София.
На 18 февруари 1943 година подава молба за българска народна пенсия, която е одобрена и пенсията е отпусната от Министерския съвет на Царство България.